# Rettichsnijder

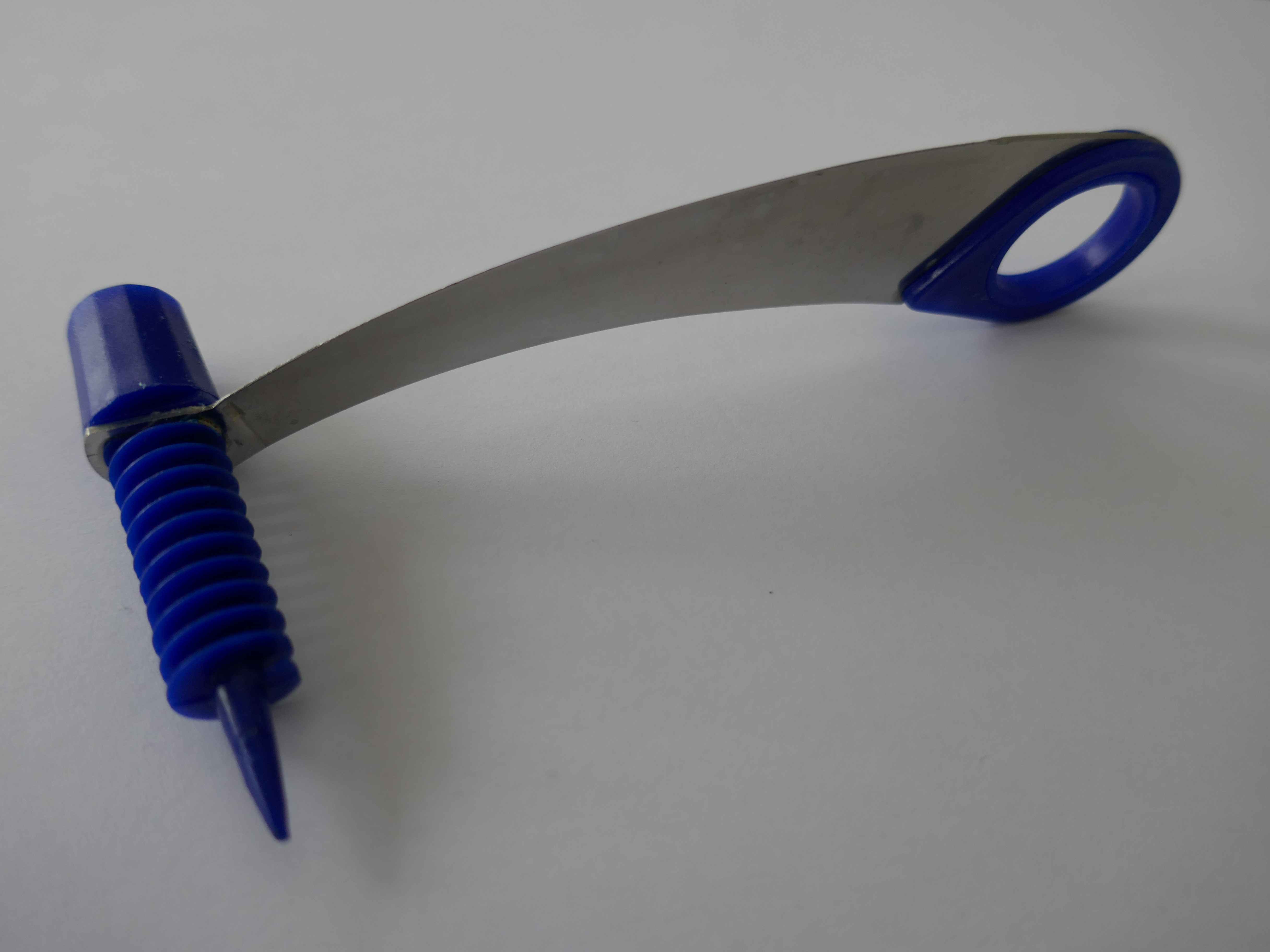
Rettichsnijder

Een Rettichsnijder is een mesje waarmee rettichs (witte rammenassen) flinterdun in lange spiralen kunnen worden gesneden. Het belangrijkste element van een rettichsnijder is een zeer scherp mesje, dat in beweging wordt gezet, door een vinger in het daarvoor bestemde gat te steken en te draaien. De aan het mes aangebrachte spiraal schroeft zich daarbij steeds dieper in de rettich. 

## Afbeeldingen

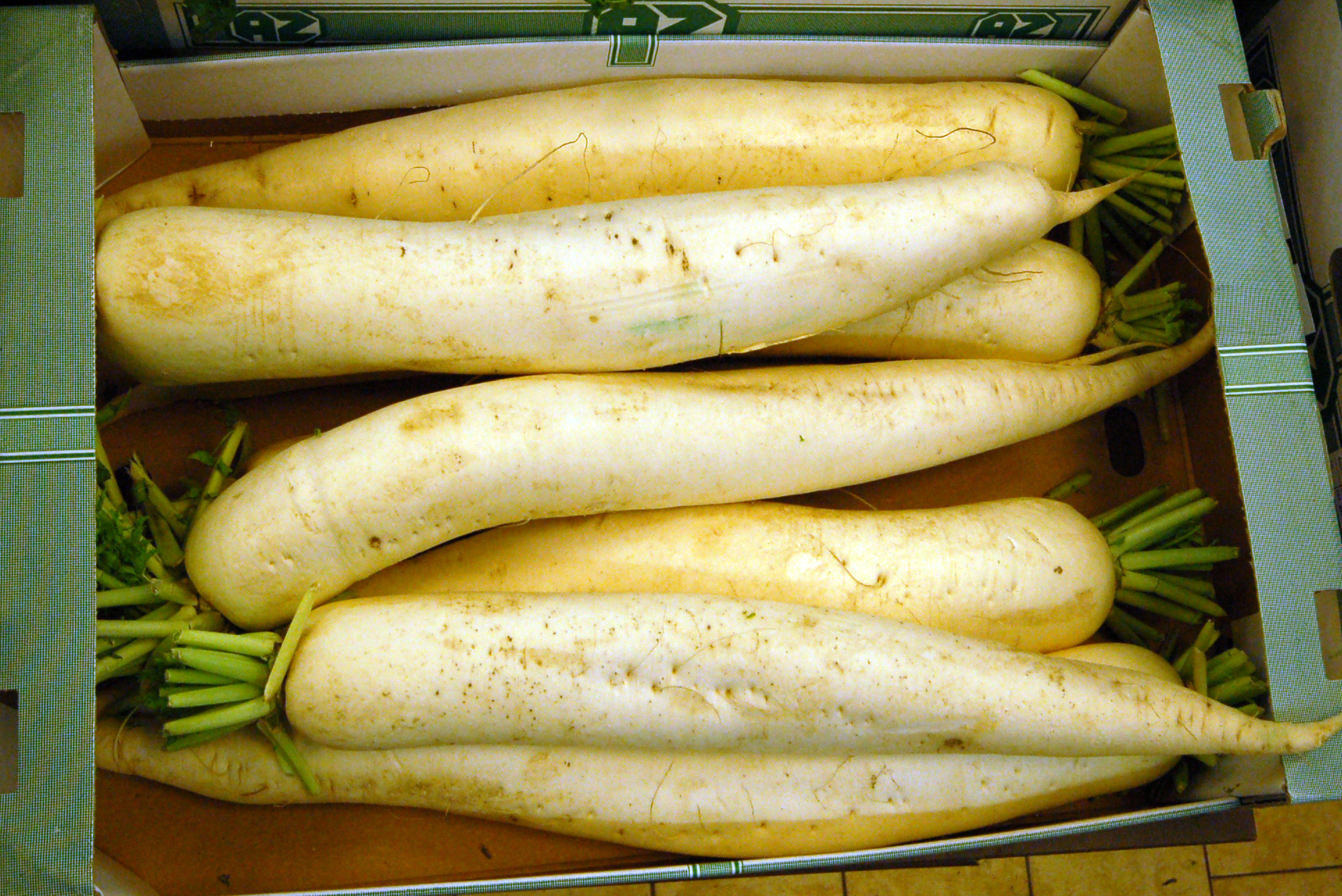
Rettichs (witte rammenassen)
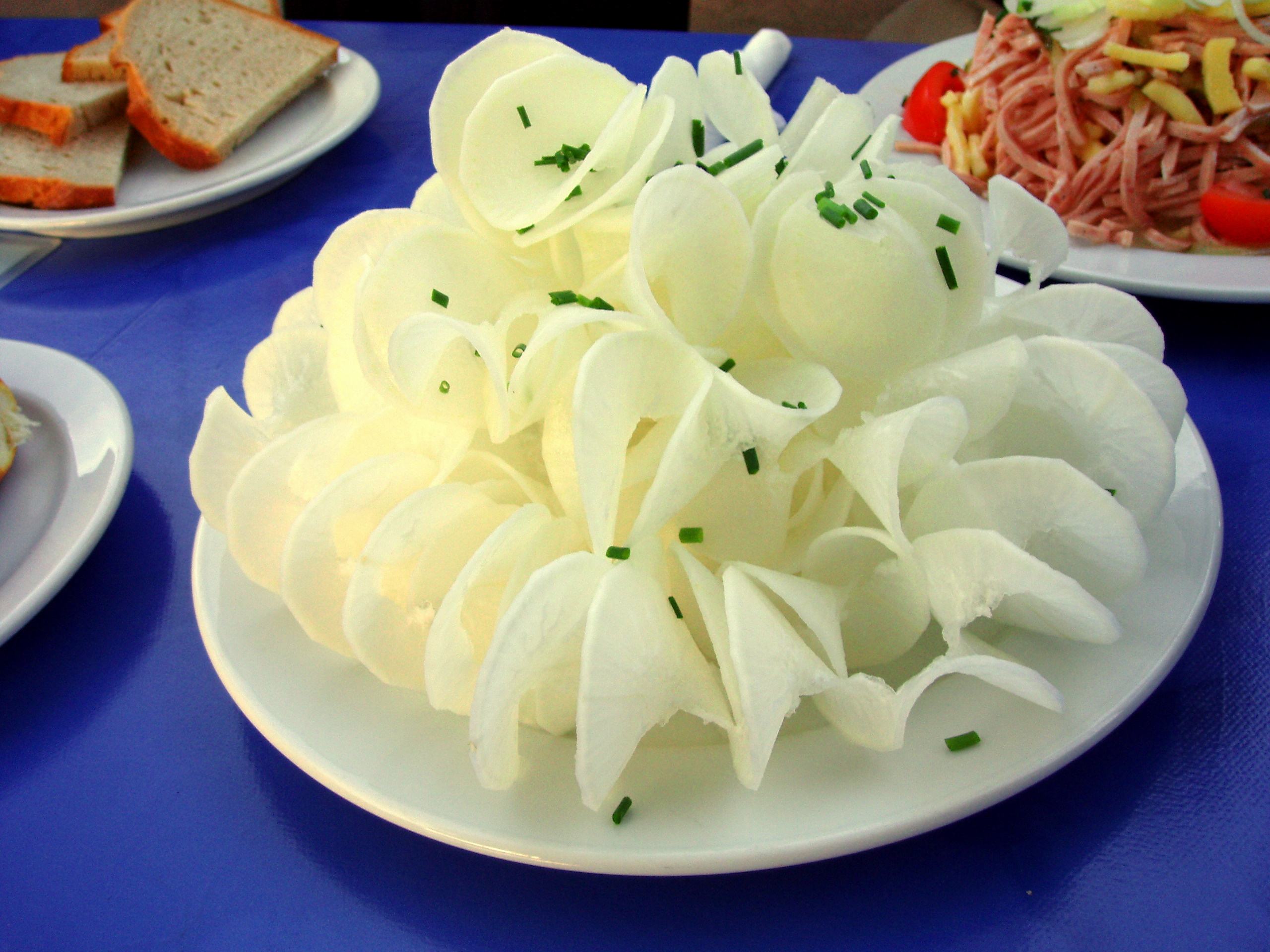
Spiraalvormig gesneden rettich